# Обала Слоноваче на Светском првенству у атлетици на отвореном 2013.
Обала Слоноваче је на Светском првенству у атлетици на отвореном 2013. одржаном у Москви од 10. до 18. августа, учествовала четрнаести пут, односно учествовала је на свим првенствима до данас. Репрезентацију Обале Слоноваче према пријави требало је представљати троје такмичара (2 мушкараца и 1 жена) који су се такмичили у четири дисциплина (две мушке и две женске). Према стартним листама види се да је учествовало само двоје такмичара јер се Бен Јусеф Мете не налази на листи трке на 200 метара где се требало такмичити.
На овом првенству представници Обале Слоноваче су освојили две сребрне медаље, а није постигнут ниједан рекорд.
У табели освајача медаља Обала Слоноваче је заузела 20. место са две сребрне медаље, а у табели успешности према броју и пласману такмичара који су учествовали у финалним такмичењима (првих 8 такмичара) је са два учесника у финалу освојила 23 место са 14 бодова, од 60 земаља које су имале представнике у финалу. На првенству је учествовало 206 земаља чланица ИААФ.
| Плас. | Земља           | 1. место | 2. место | 3. место | 4. место | 5. место | 6. место | 7. место | 8. место | Бр. финал. | Бод. |
| ----- | --------------- | -------- | -------- | -------- | -------- | -------- | -------- | -------- | -------- | ---------- | ---- |
| 23.   | Обала Слоноваче | 0        | 2        | 0        | 0        | 0        | 0        | 0        | 0        | 2          | 14   |

## Учесници
| Мушкарци: - Hua Wilfried Koffi — 100 м и 200 м | Жене: - Миријел Ауре — 100 м и 200 м |  |

## Освајачи медаља

### Сребро
- Миријел Ауре — Трка на 100 метара
- Миријел Ауре — Трка на 200 метара

## Резултати

### Мушкарци
| Атлетичар          | Дисциплина | Лични рекорд | Предтакмичење | Предтакмичење | Квалификације  | Квалификације  | Полуфинале           | Полуфинале           | Финале               | Финале         | Детаљи |
| Атлетичар          | Дисциплина | Лични рекорд | Резултат      | Место         | Резултат       | Место          | Резултат             | Место                | Резултат             | Место          | Детаљи |
| ------------------ | ---------- | ------------ | ------------- | ------------- | -------------- | -------------- | -------------------- | -------------------- | -------------------- | -------------- | ------ |
| Hua Wilfried Koffi | 100 м      | 10,21        | слободан      | слободан      | 10,40          | 6. у гр. 7     | Није се квалификовао | Није се квалификовао | Није се квалификовао | 39 / 75        |        |
| Hua Wilfried Koffi | 200 м      | 20,7         |               |               | Није стартовао | Није стартовао | Није стартовао       | Није стартовао       | Није стартовао       | Није стартовао |        |

### Жене
| Атлетичарка  | Дисциплина | Лични рекорд | Квалификације | Квалификације | Полуфинале | Полуфинале    | Финале   | Финале | Детаљи |
| Атлетичарка  | Дисциплина | Лични рекорд | Резултат      | Место         | Резултат   | Место         | Резултат | Место  | Детаљи |
| ------------ | ---------- | ------------ | ------------- | ------------- | ---------- | ------------- | -------- | ------ | ------ |
| Миријел Ауре | 100 м      | 10,91 НР     | 11,22         | 1. у гр 6 КВ  | 10,95      | 3. у гр. 2 КВ | 10,93    |        |        |
| Миријел Ауре | 200 м      | 22,24        | 22,66         | 1. у гр. 7 КВ | 22,46      | 1. у гр. 1 КВ | 22,32    |        |        |